# Rota Onorio
Rota Onorio, né le 26 octobre 1919 et mort le 14 septembre 2004, est un homme d'État gilbertin.

## Biographie
Premier président du Parlement lors de l'indépendance du pays en 1979, il assume la présidence de la République par intérim à la suite de la démission de Ieremia Tabai, le 10 décembre 1982. Cet intérim s'achève le 18 février 1983, lorsque le président Tabai est réélu.

### Famille
La fille de Rota Onorio, Teima Onorio, a été vice-présidente de la République de 2003 à 2016.